# Luis Miguel Dominguín
Pour les articles homonymes, voir Dominguín, Luis González (homonymie) et González.
Luis Miguel González Lucas dit Luis Miguel Dominguín, né à Madrid (Espagne) le 9 novembre 1926, mort à San Roque (Espagne, province de Cadix) le 8 mai 1996, fils du matador « Domingo Dominguín », est un matador espagnol.

## Présentation
Il toréa sous l’apodo (« surnom ») de « Dominguín », qu'utilisaient également son père, Domingo González Mateos, et ses frères, Domingo González Lucas et José González Lucas. Il est cependant le plus célèbre des « Dominguín » et celui que désigne généralement cet apodo.
Considéré comme un des matadors les plus populaires des années 1940 et 1950, il débute à douze ans dans les arènes de Lisbonne (Portugal). Il prend l’alternative le 2 août 1944 à La Corogne, avec comme parrain Domingo Ortega.
Torero flamboyant, d'une grande maîtrise qui pouvait passer pour de la froideur, il dut, pour gagner les faveurs du public, mettre en scène cet orgueil et cette rage qu'affectionnent les aficionados. C'est ainsi qu'en 1945, du lit où il se guérissait d'une cornada, il lança sur les ondes espagnoles un défi à « Manolete ». Le duel, qui passionna les foules, fut interrompu par la mort de « Manolete ».
En 1958, son beau-frère, Antonio Ordóñez lui contestera cette suprématie et leur affrontement défraya à son tour la chronique. Il est immortalisé dans le reportage d'Ernest Hemingway, L'Été dangereux. Il se termina par une série de graves blessures pour « Dominguin ».

## Le personnage  et son entourage
Grand matador, il fut également grand séducteur : Ava Gardner, María Félix, Lana Turner, Rita Hayworth, Lauren Bacall notamment, comptent parmi ses innombrables conquêtes. 
En 1954, il épousa l’actrice Lucia Bosè dont il eut trois enfants, notamment le chanteur et acteur espagnol Miguel Bosé. Il divorça de Lucia Bosè en 1968, pour se remarier en 1987 avec Rosario Primo de Rivera.

Il était particulièrement arrogant, comme le soulignent François Zumbiehl, Michel Dieuzaide et José Arjona, même envers ses amis les plus proches. De Pablo Picasso il dit : 

« Picasso était passionné par les taureaux, ce qui ne veut pas dire qu'il était connaisseur. Tout est relatif évidemment. Comparé à un professionnel, il ne connaissait rien du taureau. Il ne savait pas distinguer, quand l'animal chargeait, si celui-ci donnait de la pointe ou restait court sur sa charge. »

Pablo Picasso se rend souvent à Arles pour voir toréer Luis Miguel Dominguín dont il appréciait la compagnie comme celle de son épouse : l’actrice italienne Lucia Bosé. Le peintre lui dessina un costume de lumières et il dessina également le portrait du matador à l'encre de Chine,. Pourtant, si les deux hommes sont très proches (Luis Miguel rédige à la demande de Picasso un texte pour le livre de gravures Toros y toreros, qui paraît en 1961), le matador refuse de faire avec le peintre une Tauromachie à la manière de celle qu'il avait faite en collaboration avec Pepe Hillo : 

« Picasso me proposait en échange de me faire cadeau de tous ses dessins originaux. Je lui ai répondu que je ne voulais pas faire une tauromachie. Quoi que je dise, si je suis honnête, il faudra que je confesse au bout du compte que ça ne sert à rien. »

Avec Ernest Hemingway, il fait preuve d'une arrogance encore plus grande. Selon Jacques Durand, lorsque l'écrivain américain se flattait d'être un connaisseur en tauromachie, Luis Miguel disait : « Ernesto, comparé aux Américains, tu t'y connais beaucoup en tauromachie. Mais comparé à un aficionado espagnol, tu n'y connais rien. » Plus tard, dans son entrevue avec François Zumbiehl, il  ajoute : « (Hemingway) assistait à toutes les corridas où je toréais. Il avait cependant un défaut : la vanité. Je lui ai dit une fois : Ernest, tu t'y connais beaucoup en tauromachie comparé aux Américains. Mais comparé à un aficionado espagnol, tu n'y connais rien. »
Enfin, l’un de ses frères, Domingo, était notoirement connu pour être communiste (il avait été pendant plusieurs années membre du Parti communiste clandestin). À Franco qui lui demandait au cours d'une chasse : « Alors, Luis Miguel, vous avez un communiste dans la famille ? », il répondit : « Excellence, dans la famille, nous sommes tous communistes. »
Le peintre Janusz de Rola, qui l'admirait, a fait son portrait dans les années soixante.

### Carrière
- Débuts en public : Lisbonne (Portugal) en 1941.
- Présentation à Madrid : 5 septembre 1943 aux côtés de « El Boni » et « Angelete ». Novillos de la ganadería de Sánchez Cobaleda.
- Alternative : La Corogne (Espagne) le 2 août 1944. Parrain, Domingo Ortega ; témoin, son frère Domingo Dominguín. Taureaux de la ganadería de Samuel Hermanos.
- Confirmation d’alternative à Madrid : 14 juin 1945. Parrain, « Manolete » ; témoin, Pepe Luis Vázquez. Taureaux de la ganadería de Antonio Pérez.
- Premier de l’escalafón en 1946, 1948 et 1951.